# Belair (Luisiana)

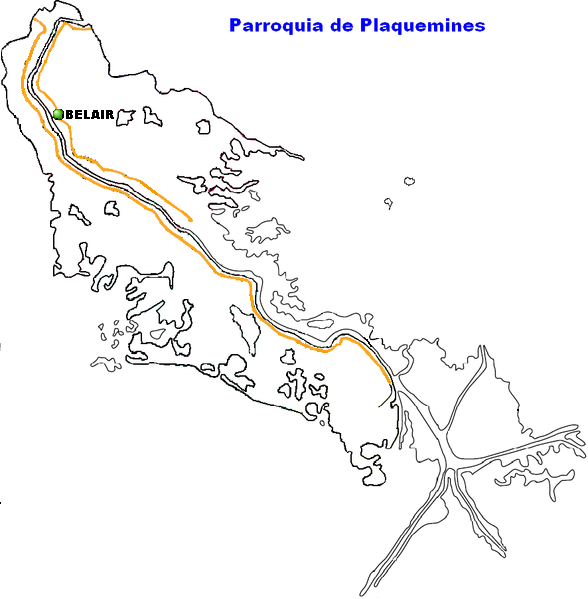
Localización de Alliance en el mapa de la Parroquia de Plaquemines.

Belair es una pequeña comunidad ubicada sobre el delta del río Misisipi, dentro de la parroquia de Plaquemines, en el estado de Luisiana, Estados Unidos.

## Geografía
La localidad de Belair se localiza en 29°43′13″N 89°58′56″O / 29.72028, -89.98222. Esta comunidad posee solo un metro de elevación sobre el nivel del mar, convirtiéndola una zona proclive a las inundaciones. Su población se compone de menos de cien habitantes. Esta comunidad se localiza a veintinueve kilómetros de Nueva Orleans, la principal ciudad de todo el estado, y a 518 kilómetros del aeropuerto internacional más cercano, el (IAH) Houston George Bush Intercontinental Airport.